# Tanjung Aur (Sindang Kelingi)
Tanjung Aur is een bestuurslaag in het regentschap Rejang Lebong van de provincie Bengkulu, Indonesië. Tanjung Aur telt 883 inwoners (volkstelling 2010).